# Lista odcinków serialu Extant: Przetrwanie
Poniżej znajduje się lista odcinków serialu telewizyjnego Extant: Przetrwanie – emitowanego przez amerykańską stację telewizyjną  CBS od 9 lipca 2014 do 9 września 2015 roku. Powstały łącznie dwa sezon, które składające się z 26 odcinków. W Polsce serial miał swoją premierę 1 września 2014 roku dostępny w usłudze VOD nSeriale, a następnie emitowany na kanale Canal+ od 9 kwietnia 2015 roku 
| Sezon | Sezon | Odcinki | Oryginalna emisja | Oryginalna emisja | Oryginalna emisja | Oryginalna emisja | Oryginalna emisja |
| Sezon | Sezon | Odcinki | Premiera sezonu   | Finał sezonu      | Premiera sezonu   | Finał sezonu      |                   |
| ----- | ----- | ------- | ----------------- | ----------------- | ----------------- | ----------------- | ----------------- |
|       | 1     | 13      | 9 lipca 2014      | 17 września 2014  | 1 września 2014   | 24 listopada 2014 |                   |
|       | 2     | 13      | 1 lipca 2015      | 9 września 2015   | 1 września 2015   | 24 listopada 2015 |                   |

## Sezon 1 (2014)
| Nr | #  | Tytuł                    | Reżyseria         | Scenariusz                 | Premiera CBS     | Premiera nSeriale    |
| -- | -- | ------------------------ | ----------------- | -------------------------- | ---------------- | -------------------- |
| 1  | 1  | Reentry                  | Allen Coulter     | Mickey Fisher              | 9 lipca 2014     | 1 września 2014      |
| 2  | 2  | Extinct                  | Matt Earl Beesley | Leslie Bohem Mickey Fisher | 16 lipca 2014    | 8 września 2014      |
| 3  | 3  | Wish You Were Here       | Holly Dale        | Mickey Fisher              | 23 lipca 2014    | 15 września 2014     |
| 4  | 4  | Shelter                  | Paris Barclay     | Greg Walker                | 30 lipca 2014    | 22 września 2014     |
| 5  | 5  | What on Earth Is Wrong?  | Dan Lerner        | Peter Ocko                 | 6 sierpnia 2014  | 29 września 2014     |
| 6  | 6  | Nightmare                | Adam Arkin        | Eliza Clark                | 13 sierpnia 2014 | 6 października 2014  |
| 7  | 7  | More in Heaven and Earth | Christine Moore   | Vanessa Reisen             | 20 sierpnia 2014 | 13 października 2014 |
| 8  | 8  | Incursion                | Paul McCrane      | Gavin Johannsen            | 20 sierpnia 2014 | 20 października 2014 |
| 9  | 9  | Care and Feeding         | Dan Attias        | Mickey Fisher              | 27 sierpnia 2014 | 27 października 2014 |
| 10 | 10 | A Pack of Cards          | Dan Lerner        | Leslie Bohem               | 27 sierpnia 2014 | 3 listopada 2014     |
| 11 | 11 | A New World              | Kevin Dowling     | Eliza Clark                | 3 września 2014  | 10 listopada 2014    |
| 12 | 12 | Before the Blood         | David Solomon     | Peter Ocko                 | 10 września 2014 | 17 listopada 2014    |
| 13 | 13 | Ascension                | Miguel Sapochnik  | Mickey Fisher              | 17 września 2014 | 24 listopada 2014    |

## Sezon 2 (2015)
| Nr | #  | Tytuł                         | Reżyseria        | Scenariusz                 | Premiera CBS     | Premiera nSeriale    |
| -- | -- | ----------------------------- | ---------------- | -------------------------- | ---------------- | -------------------- |
| 14 | 1  | Change Scenario               | Dan Lerner       | Liz Kruger, Craig Shapiro  | 1 lipca 2015     | 1 września 2015      |
| 15 | 2  | Morphoses                     | Christine Moore  | Mickey Fisher              | 8 lipca 2015     | 8 września 2015      |
| 16 | 3  | Empathy for the Devil         | Dan Lerner       | Les Bohem                  | 15 lipca 2015    | 15 września 2015     |
| 17 | 4  | Cracking the Code             | P.J. Pesce       | Tom Pabst                  | 22 lipca 2015    | 22 września 2015     |
| 18 | 5  | The New Frontier              | Christine Moore  | Gianna Sobol               | 29 lipca 2015    | 29 września 2015     |
| 19 | 6  | You Say You Want an Evolution | Kevin Dowling    | Pamela Davis               | 5 sierpnia 2015  | 6 października 2015  |
| 20 | 7  | The Other                     | Adam Kane        | Mike Werb                  | 5 sierpnia 2015  | 13 października 2015 |
| 21 | 8  | Arms and the Humanich         | Olatunde Osanumi | Gavin Johanssen            | 12 sierpnia 2015 | 20 października 2015 |
| 22 | 9  | The Other Side                | Kevin Dowling    | Les Bohem                  | 19 sierpnia 2015 | 27 października 2015 |
| 23 | 10 | Don't Shoot The Messenger     | Dan Lerner       | Tom Pabst                  | 26 sierpnia 2015 | 3 listopada 2015     |
| 24 | 11 | Zugzwang                      | Ken Fink         | Mickey Fisher              | 2 września 2015  | 10 listopada 2015    |
| 25 | 12 | Double Vision                 | Christine Moore  | Pamela Davis, Leslie Bohem | 9 września 2015  | 17 listopada 2015    |
| 26 | 13 | The Greater Good              | Adam Kane        | Liz Kruger, Craig Shapiro  | 9 września 2015  | 24 listopada 2015    |